# 청명절 (중국)

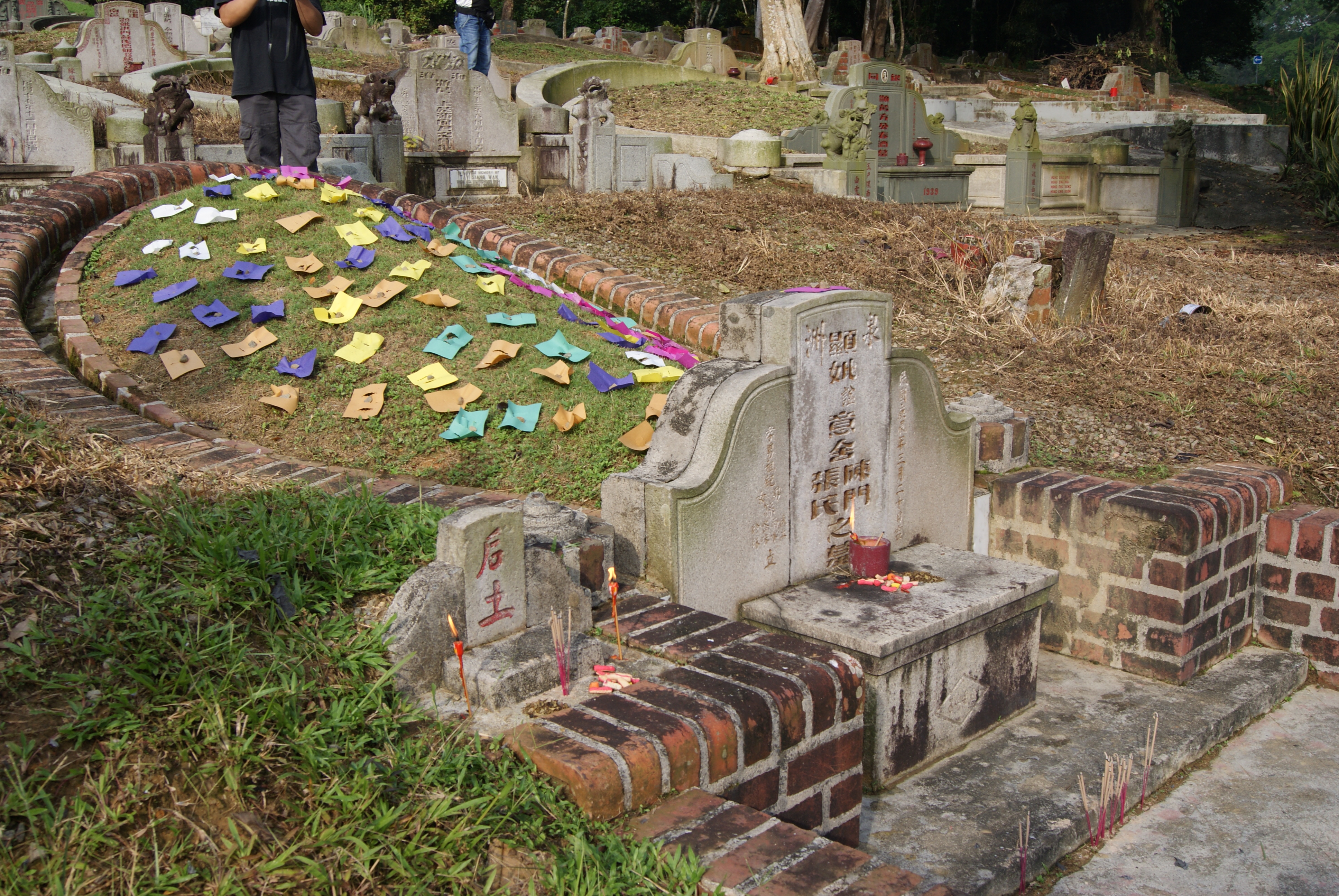

중국의 청명절(중국어 간체자: 清明节, 정체자: 清明節, 병음: Qīngmíngjié 칭밍제[*])은 중국의 명절로, 청명에 해당한다.

## 풍습
- 조상의 무덤에 성묘

지전 (紙錢)이라고 불리는 돈 모양의 종이를 산소 앞에서 태우는데 최근에는 돈 뿐만 아니라 컴퓨터, 자동차, 집 모양의 돈을 태우기도 한다.
- 발로 공을 차는 놀이

축국(蹴鞠)라고 불리며, 《사기》에는 이 놀이가 전국시대 산동성에서 유행했다는 기록이 있다.
- 가래질

청명 무렵에 논밭의 흙을 고르는 가래질을 시작한다.
- 차가운 음식먹기

고대 중국의 한식(寒食 '찬 음식 먹는날') 풍습에서 시작되었다.
- 묘지정리
- 그네 타기
- 연 날리기
- 나무 심기
- 등산하기
- 폭죽 터뜨리기

## 음식
- 칭투안

상하이에서는 청단을 먹는다. 연맥초의 즙과 찹쌀을 섞어서 반죽을 만들어 그 속에 팥고물 또는 대추를 넣고 갈댓잎위에 얹어 쪄먹는다.
- 칭밍차이빠

꾸이저우의 안순툰방 지역에서는 연맥초와 밀가루를 섞어 고기,채소 소를 넣어 만드는 것으로 만두와 비슷하다.
- 칭밍삥

쓰촨 지역에서는 청명병을 먹는다. 연맥초와 밀가루, 고추등을 넣어 납작하게 빚어 기름에 지진다.

## 같이 보기
- 한식 (절기)
- 모든 성인 대축일
- 망자의 날
- 중양절
- 백중날
- 효